# Кібкало Дмитро Вікторович
Кібкало Дмитро Вікторович (нар.29 листопада 1978 — професор, доктор ветеринарних наук Харківської державної зооветеринарної академії (на теперішній час Державний біотехнологічний університет).

## Біографія
Дмитро Вікторович народився 22 листопада 1978 року у с. Великий Бурлук Харківської області.
У 1995 році закінчив середню школу у с. Великий Бурлук.
У 2000 році закінчив Харківський зооветеринарний інститут за спеціальністю Ветеринарна медицина.
Трудову діяльність розпочав ветеринарним лікарем ПСП Маяк Великобурлуцького району Харківської області.
З 2000 по 2003 роки був аспірантом кафедри клінічної діагностики Харківської державної зооветеринарної академії.
У 2005 році успішно захистив дисертацію «Інформативність біохімічних показників сполучної тканини в диференціальній діагностиці гепатодистрофії і цирозу печінки у корів» під керівництвом докторки біологічних наук, професорки О. П. Тимошенко.
У 2014 році був лікарем ультразвукової діагностики ветеринарної клініки.
У 2019 році захистив докторську дисертацію «Клініко-біохімічне обґрунтування порушення метаболізму глікопротеїнів і протеогліканів у патогенезі та діагностиці внутрішніх хвороб тварин».
З 2017 по 2021 роки був першим проректором Харківської державної зооветеринарної академії; професор кафедри клінічної діагностики та клінічної біохімії.
У 2019 році брав участь у Міжнародних наукових проєктах: участь в міжнародній виставці «AGRIFOODTECH» м. Гертогенбос (Коровлівство Нідерланди) у складі експертів вітчизняного аграрного сектору.
З 2019 року до теперішнього часу експерт Національної агенції забезпечення якості освіти.
З 2019 року до теперішнього часу член редакційної колегії фахових наукових видань України «Проблеми зооінженерії та ветеринарної медицини», «Ветеринарна медицина, технології тваринництва та природокористування».
З 2020 року  член експертної групи з розгляду робіт на здобуття Премії Кабінету міністрів України за розроблення і впровадження інноваційних технологій; готує аспірантів за III-тім освітньо-науковим рівнем з підготовки докторів філософії за спеціальністю 211-Ветеринарна медицина.
У 2021 році науково-педагогічне стажування в Інституті інформатики та статистики медичної, в Люблінському медичному університеті (м. Люблін, Республіка Польща).
З 2021 року працює на посаді професора кафедри внутрішніх хвороб та клінічної діагностики тварин Державного біотехнологічного університету

## Напрямки науково-дослідної роботи
Кібкало Д. В. керував науково-дослідною роботою за наступними напрямками:
- 2017-2020 роки - керівництво та координація науково-дослідною роботою Харківської державної зооветеринарної академії;
- 2018 рік - тематики за госпдогововами «Обстеження покриття для підлоги в тваринницьких приміщеннях в умовах виробництва з метою визначення придатності використання покриття для коней, корів та свиноматок»;
- 2019 рік - «Доклінічне випробування антгельмінтних властивостей густого екстракту пижмі звичайної» та «Доклінічне випробування ангельмінтних властивостей препарату альбендазол+празиквантел (1:4) на щурах, свинях та собаках»;
- 2020 рік - «Дослідження впливу дії ветеринарних препаратів виробництва ПНВП «Украгротехніка» на стан виміні дійних корів в умовах виробництва», «Дослідження дезінфекційного розчину виробництва ТОВ «ЕКОФАРМ ТЕХНОЛОДЖИ» в умовах виробництва»;
- 2021 рік - «Розробка науково-обґрунтованої технології отримання гумусу з опалого листя у силосних ямах» та тематика з розробки раціону харчування собак та котів.

## Напрямки наукових досліджень
Освітня діяльність Дмитра Вікторовича - «Клінічна діагностика», «Візуальна діагностика», «Ветеринарна клінічна біохімія», «Методи клінічної лабораторної діагностики хвороб тварин», «Патобіохімічні механізми розвитку внутрішніх хвороб тварин».
Основними напрямками наукових досліджень Дмитра Вікторовича:
- патогенез, діагностика та профілактика внутрішніх хвороб тварин;
- розробка та впровадження нових та удосконалення існуючих методів діагностики для оцінки стану здоров'я тварин;
- вивчення змін біополімерів сполучної тканини за внутрішніх хвороб тварин та інформативність їх визначення в сироватці;
- історія ветеринарної медицини;
- ультразвукова діагностики хвороб собак та котів.

## Праці
Дмитро Вікторович опублікував понад 100 публікацій, зокрема у періодичних виданнях, що включені до наукометричних баз даних Scopus та ThomsonReuters (Web of Science), 5 патентів України на корисну модель, два навчальних посібника, що рекомендовані МОН, 2 довідники, 2 монографії.
Напрям наукових досліджень: патогенез, діагностика та профілактика внутрішніх хвороб тварин, розробка та впровадження нових та удосконалення існуючих методів діагностики для оцінки стану здоров'я тварин; вивчення змін біополімерів сполучної тканини за внутрішніх хвороб тварин та інформативність їх визначення в сироватці крові за внутрішніх хвороб тварин, історія ветеринарної медицини.

## Відзнаки та нагороди
- почесна грамота Дергачівської районної державної адміністрації, Дергачівської районної ради (2016);
- подяка департаменту культури і туризму Харківської обласної державної адміністрації (2020);
- почесна грамота Харківської обласної державної адміністрації (2020).